# 元恂
元 恂（げん じゅん、483年 - 497年）は、北魏の皇族。廃太子。第6代皇帝孝文帝の長子。字は元道、後に改めて宣道とした。生母は貞皇后林氏。

## 経歴
483年（太和7年）、生母の林氏は北魏の慣例（子貴母死）により、死を賜った。このため元恂は文明太后に養育された。493年（太和17年）7月、11歳で皇太子に立てられた。
孝文帝が南朝斉に遠征するにあたって、元恂は新都の洛陽の留守を任された。しかし元恂は河南の暑熱を嫌って、北方の地を懐かしがった。胡服の着用について高道悦にしばしば諫められ、このため高道悦を憎んだ。496年（太和20年）、元恂は平城に逃れ、高道悦を禁中に召し出して手ずから誅殺した。
驚いた孝文帝は汴口から引き返し、元恂を引き立ててその罪を数え、咸陽王元禧が元恂に杖刑を与えた。元恂は城西別館に拘禁され、孝文帝は群臣を清徽堂に召し出して太子の廃位を議論させた。太子の教導にあたった穆亮や李沖は冠を脱いで陳謝し、孝文帝も「大義親を滅す」と言って太子の廃位を決め、庶民に落とさせた。孝文帝が長安に行幸したとき、中尉の李彪は元恂が謀反を計画していると上表し、孝文帝は咸陽王元禧と邢巒を派遣させ、元恂は河陽で毒殺（賜死）された。享年15。

## 家族
- 婚約者：馮氏（馮誕の長女）
- 側室：左孺子劉氏、右孺子鄭氏

## 伝記資料
- 『魏書』巻22補 列伝第10
- 『北史』巻19 列伝第7